# Magnetawan River
Magnetawan River ist ein Fluss in der kanadischen Provinz Ontario.
Er hat seinen Ursprung im See Magnetawan Lake im Algonquin Provincial Park im Nipissing District. Von dort fließt er in überwiegend westlicher Richtung an Burk's Falls und Magnetawan vorbei zur Georgsbucht. Er mündet bei Britt in das Byng Inlet. Seine Länge beträgt 175 km.
Der Fluss weist eine Reihe von Stromschnellen auf ("The Thirty Dollar Rapids", "The Fourteen", "The Ten", "Potato Rapids", "Poverty Bay Chutes", "Cody Rapid) und ist beliebt bei Wildwasser-Kanuten und Kajakfahrern.
Unterhalb des Wahwashkesh Lake erstreckt sich der Magnetawan River Provincial Park entlang dem Flusslauf. Hier spaltet sich der South Branch nach Süden hin ab, um sich nach 20 km wieder mit dem eigentlichen Magnetawan River zu vereinigen.
Bei Burk's Falls betreibt Bracebridge Generation Ltd. seit 1985 ein Wasserkraftwerk mit 2 Kaplan-Turbinen 1,12 MW bei einer Fallhöhe von 8,5 m.

## Kanurouten
- Magnetawan River South Branch (35 km)
- Magnetawan River North Branch (43 km)
- Magnetawan River Loop No.2 (80 km)